# 花椰菜病毒科
花椰菜花叶病毒科（学名：Caulimoviridae）是環狀雙链DNA逆轉錄病毒的一科，包括以下属：
- 杆状DNA病毒属（Badnavirus）-代表种：鸭跖草黃斑驳病毒（Commelina yellow mottle virus）
- 花椰菜花叶病毒属(Caulimovirus)-代表种：花椰菜花叶病毒（Cauliflower mosaic virus）
- 木薯脉花叶病毒属（Cavemovirus）-代表种：木薯脉花叶病毒（Cassava vein mosaic virus）
- Dioscovirus
- 碧冬茄病毒属（Petuvirus）-代表种：碧冬茄脉明病毒（Petunia vein clearing virus）
- Rosadnavirus
- Ruflodivirus
- Solendovirus
- 大豆斑驳病毒属（Soymovirus）-代表种：大豆褪绿斑驳病毒（Soybean chlorotic mottle virus）
- 东格鲁病毒属(Tungrovirus)-代表种：水稻东格鲁杆状病毒(Rice tungro bacilliform virus)
- Vaccinivirus